# Club Atlético Boca Unidos
Boca Unidos é um clube de futebol da Argentina, da Província de Corrientes, na Argentina. Desempenham atualmente na 2 ª divisão argentina que ganhou a promoção como campeão do Torneio Argentino A 2008-09.
Em 19 de outubro de 2014, inaugurou oficialmente a primeira etapa de seu estádio na partida contra o Ferro Carril Oeste. Anteriormente, por não possuir estádio, jogava no Huracán Corrientes.
No final da temporada 2006-2007 o Boca foi promovido do Torneo Argentino B, ao Torneio Argentino A. Em 21 de Junho de 2009, o clube foi promovido do Torneio Argentino A para a 2 ª divisão.

## História
Foi fundado em 27 de julho de 1927 por um grupo de jovens do bairro Camba Cuá de Corrientes, com a intenção de participar de torneios regionais de futebol amador.
Em 1942, o Boca Unidos sagrou-se campeão invicto da Liga Correntina. Com jogadores como Mussimessi, o lateral "Chillo" Sosa, o médio Juan Manuel Ferragud, o 8 "Perucho" Domínguez, "Toto" Luraschi, entre outros.
Os irmãos Melis. Oscar Rubí "Titi" Melis, um talentoso jogador da época; Omar Alcides “Coco” Melis ala esquerdo e Juan Ángel “Tusta” Melis um centroavante com muita força na área, esses três foram lendas do Clube. A família Del Giorgio, Titi del Giorgio e Lito foram figuras consulares no Boca Unidos. Rosendo "Macho" Fernandez outro líder inesquecível.
Mas o sucesso foi indescritível para o aurirrojo. Em 1983 fez um esforço econômico para trazer Leopoldo Jacinto Luque, artilheiro histórico do River Plate e da Seleção, para o clube. No entanto, seu recorde como artilheiro de alto nível não correspondeu ao desempenho na Liga Correntina. Foi um verdadeiro fracasso: o time precisava do velho Luque e eles tinham um velho Luque. Após seis meses, por decisão de ambas as partes, o jogador foi transferido para o Chacarita Juniors. Com a venda do jogador, o time foi reforçado com jogadores habilidosos do meio regional para tentar um novo ataque para conseguir a promoção ao então denominado Torneio Nacional.
No Torneio Regional 83/84 (que se classificou para o Torneio Nacional de 1984), o Boca Unidos fez parte do Grupo 5 com outras dez seleções pertencentes às províncias de Chaco, Corrientes, Formosa e Misiones. Chegou à final que disputou contra o Unión de General Pinedo (Chaco). A primeira partida foi disputada em 22 de janeiro de 1984 na cidade de Charata (Chaco), o resultado foi Unión de General Pinedo (0), Boca Unidos de Corrientes (0). O empate animou os cornentinos que já se sentiam campeões regionais. No entanto, o inesquecível e duro revés aconteceu na sede do Lipton Football Club de Corrientes em 29 de janeiro de 1984, onde perdeu por 3 a 4 com o visitante, estragando assim uma oportunidade histórica de promoção ao Nacional.
A revanche veio dois anos depois. Desta vez a Liga Correntina conseguiu uma vaga para disputar o Torneio Nacional "B" 86/87 e organizou o Torneio Regional, que constava de duas Zonas: "A" e "B". O Deportivo Mandiyú sagrou-se campeão da Zona "A" e o Boca Unidos da "B", então os dois campeões tiveram que se enfrentar em duas partidas de ida e volta para definir quem ficaria com a vaga para o Nacional.
Mais uma vez, o campo de Lipton foi palco do carrasco para uma nova frustração dos "aurirrojos". O jogo de ida foi em 18/05/1986, quando o Boca Unidos perdeu por 1 a 2 para o Deportivo Mandiyú. A segunda mão foi em 25/05/1986 no mesmo campo e a partida terminou com o mesmo resultado.
Em todo o caso, nos anos seguintes tentou-se fazer uma reviravolta na história, foi contratado Francisco "Pancho" Sá para assumir a direção técnica do Clube, foram contratados jogadores de nível como René Arregui e Omar Larrosa. Mas os resultados esperados não foram alcançados e a equipe caiu em uma fase de ostracismo.
A revolução começou com o novo milênio. No ano de 2000, uma transformação do clube começou a tomar forma, Gustavo Jones foi contratado como Coordenador Geral das Divisões Inferiores de Futebol e iniciou-se uma busca por talentos na região para integrar o elenco de primeira linha.
Assim chegaram vários reforços de Chaco, Formosa e Misiones para integrar e reforçar o plantel. As vitórias na Liga Correntina começaram a somar e após anos de seca o time conquistou os títulos Clausura 2000, Apertura e Clausura 2001 e Clausura 2002.
O Torneo Argentino B, em sua composição atual, o encontrou como um ator importante, junto com Textil Mandiyú (continuador do Dep. Mandiyú) foram os protagonistas de Corrientes desse torneio.
Na temporada 2006/2007, o tão esperado momento finalmente aconteceu, depois de uma invencibilidade de vinte jogos, eles chegaram à final com o Central Córdoba de Santiago del Estero. Na ocasião, a equipe comandada por Arsenio Ribeca venceu pela primeira vez em casa, por 1-0, no campo do Huracán, com gol de Víctor Galarza. A volta foi em Santiago del Estero por 0 a 2 para conseguir a tão esperada promoção à terceira categoria do futebol argentino. Naquela tarde de domingo, 3 de junho de 2007, Silvio Giovenale abriu o placar para o Boca Unidos, de pênalti e o segundo que sentenciou a série foi marcado pelo time de La Ribera na temporada (17 gols), Cristian Núñez. Conseguira finalmente superar uma categoria nacional e sagrar-se campeão pela primeira vez na história.
Depois de se estabilizar no Torneo "A" argentino, na temporada 2008/2009, comandado por Frank Darío Kudelka, o Boca Unidos estava pronto para fazer história novamente. Foi assim que chegaram à final do Torneio Argentino "A", tendo sido a melhor equipa dessa temporada. A final foi disputada com a Diretoria do Paraná. A partida de ida foi disputada em solo de Entre Ríos, onde o Patronato venceu por 1 a 0. Na segunda mão em casa, o Boca Unidos com gol de Cristian "Ogre" Núñez venceu pelo mesmo placar que havia perdido na primeira mão, o que forçou a definição de doze etapas. Aí, o aurirrujo foi mais eficaz e venceu por 4-2, conseguindo assim o tão sonhado acesso.
Em 30 de abril de 2018, foi rebaixado para o Federal A após 9 anos no Nacional B, quando foi derrotado pelo Sarmiento de Junín (0-1) na última partida da temporada 2017-18.

## Estádio
O Estádio Leoncio Benítez tem capacidade para aproximadamente 18.000 espectadores, é o estádio com maior capacidade da província de Corrientes.
Foi inaugurado a 19 de outubro de 2014 perante o Ferro Carril Oeste.
Está localizado em Trento 2154, cidade de Corrientes.

## Rivalidades

### Clásico Correntino
O Clássico de Corrientes é o clássico do futebol que coloca o Boca Unidos contra o Club Deportivo Mandiyú. É conhecido por este termo, já que é o confronto entre duas das equipes com maior número de torcedores da capital de Corrientes. Esta rivalidade teve as suas páginas escritas a nível nacional e teve também continuidade, apesar do desaparecimento provisório do Mandiyú por questões judiciais e económicas, graças à posterior criação do Clube Social e Desportivo Têxtil Mandiyú, considerado para dar continuidade ao legado do saudoso Deportivo Mandiyú. . A rivalidade continuou após o reaparecimento do Mandiyú original em 2010, seja contra os dois clubes separadamente, seja contra ambos definitivamente unificados como Deportivo Mandiyú desde 2016.

### Clásico del Barrio Camba Cuá
É o clássico que o Boca Unidos faz contra o Camba Cuá Social y Sportivo Club. É um confronto que ocorre no contexto em que ambos os clubes foram fundados no bairro Camba Cuá da cidade de Corrientes e que persiste além da diferença de idade de ambas as instituições (o Boca Unidos foi fundado em 1927 e o Camba Cuá em 1986) e as múltiplas mudanças que o Boca Unidos experimentou, tanto na fase social e esportiva, quanto na física após a transferência de sua sede para o Bairro 17 de Agosto. Ainda assim, os duelos são tidos como verdadeiros clássicos entre os dois clubes.

### Ferroviario-Boca
Uma rivalidade histórica do Boca Unidos é a que mantém com o Ferroviario Corrientes Fútbol Club (antigo Club Sportivo Ferroviario). Aconteceu em um contexto de proximidade territorial, já que o local de fundação do Ferroviario está localizado no bairro Arazaty, na atual cabeceira da Ponte General Belgrano e fazendo divisa ao norte com o bairro Camba Cuá, de onde se origina o Boca Unidos. A rivalidade continuou ao longo dos anos, mesmo após a transferência do Ferroviario para o Barrio San Benito e a recente transferência do Boca Unidos para o Barrio 17 de Agosto. Surgiu da criação em 1938 do Ferroviário, tendo sido o Boca Unidos fundado anteriormente em 1927, pelo que os seus territórios e os do Ferroviário estiveram sempre em contacto. De fato, a Avenida 3 de Abril separa os bairros de Camba Cuá ao norte de San Benito ao sul. Esta particularidade serve também de pretexto para viver os jogos entre os dois com muita intensidade, além de considerar o bom percurso de ambas as instituições dentro da Liga Correntina de Futebol, estando ambas entre as mais vencedoras.

### Clásico Huracán-Boca
É o confronto que o Boca Unidos faz frente à sua dupla Huracán Corrientes, também considerado um "clássico dos grandes" por serem duas das equipas com maior número de adeptos na Província, além de serem duas das três equipas (juntas com Mandiyú) por ter participado das ligas principais do futebol argentino, apesar de o Boca Unidos nunca ter conseguido chegar à Primeira Divisão. Além disso, os duelos entre o "aurirrojo" e o "globo correntino" estão circunscritos à Liga Correntina de Futebol, não havendo episódios a nível nacional.

### Clásico del Litoral moderno
O Clásico del Litoral é conhecido como uma tetralogia de partidas que coloca os clubes mais populares da Província de Corrientes (Boca Unidos e Mandiyú) contra seus pares da Província do Chaco (Chaco For Ever e Sarmiento de Resistencia). Cada jogo protagonizado por uma destas equipas de uma ou outra província é considerado um "clássico" a nível nacional, principalmente devido à sua participação tanto nos torneios de promoção nacional, como na Primeira Divisão no caso do For Ever e do Mandiyú. Ao mesmo tempo, a origem dessas reuniões está circunscrita no contexto de uma antiga rivalidade entre as sociedades de Corrientes e Chaco, tal é o caso, que em mais de uma ocasião importantes operações policiais tiveram que ser organizadas tantas vezes quanto parcialidades de uma ou outra província tiveram que atravessar a ponte General Belgrano, que liga suas respectivas capitais.10 No caso de Boca Unidos e For Ever, o confronto entre os dois clubes é uma das rivalidades mais modernas nesse contexto, devido à o fato de a principal rivalidade do For Ever de Corrientes ser com o Mandiyú, time que enfrentou nas décadas de 1980 e 1990 nas principais categorias nacionais, vindo a se enfrentar na Primeira Divisão, enquanto a principal rivalidade do Boca Unidos no Chaco é com o Sarmiento, com quem luta desde os Torneios Regionais no final da década de 1980. Em relação à rivalidade Boca Unidos-Chaco For Ever, os principais confrontos Elas aconteceram nos torneios nacionais de promoção, denominados Argentino B e Federal A, onde se enfrentaram dez vezes no Argentino B e sete na Federal A. Em 2022, o histórico entre rubro-negros e rubro-negros é favorável a o elenco do Cidade de Resistência, com oito vitórias do Forevista, quatro vitórias do Boquense e 5 empates.

### Clásico Aurirrojo
No contexto dos duelos entre times de Corrientes e do Chaco mencionados na seção anterior, um confronto que tem como protagonista o Boca Unidos é o que se trava com o Sarmiento de Resistencia, clube com o qual apesar de coincidir no uso de suas cores institucionais, Eles baseiam sua rivalidade no mesmo contexto do confronto entre suas contrapartes Mandiyú e For Ever. No caso do "Clásico Aurirrojo", as duas equipes mantêm a rivalidade desde os Torneios do Interior que desde a década de 1980 passaram a premiar vagas para a novela Primera B Nacional. Depois de mais de 20 anos de divergências, as duas equipas voltariam a encontrar-se após a reorganização do Torneio B Argentino em 2005, havendo nova pausa após a vertiginosa subida do Boca Unidos que culminou com a participação no B Nacional em 2009, tendo anteriormente consagrado campeão do Torneio Argentino A 2008/09. Finalmente, após a queda do Boca Unidos para o Torneio Federal A em 2018, novamente o elenco de Corrientes se cruzaria com vários conhecidos, incluindo Sarmiento, seu homólogo da Cidade de Resistência. No total, até 2023 boquenses e decanos se enfrentaram 21 vezes: 4 vezes pelo Torneio do Interior, oito pelo Torneio Argentino B e nove pelo Torneio Federal A, contabilizando nove vitórias do Boca Unidos, oito do Sarmiento e quatro empates.

### Outras Rivalidades
- Club Atlético Patronato
- Club Deportivo Guaraní Antonio Franco

## Títulos
- Torneio Argentino A: 2008-09
- Torneio Argentino B: 2006-07